# Écomimétisme
 (septembre 2016).
Si vous disposez d'ouvrages ou d'articles de référence ou si vous connaissez des sites web de qualité traitant du thème abordé ici, merci de compléter l'article en donnant les références utiles à sa vérifiabilité et en les liant à la section « Notes et références ».
L'écomimétisme est une nouvelle discipline philosophique issue du biomimétisme.
Le biomimétisme de nos jours se décline le plus souvent en bionique, qui consiste à s'inspirer des solutions de la nature vivante pour créer des solutions industrielles artificielles (par exemple s'inspirer de la forme du bec du martin-pêcheur pour dessiner la locomotive d'un TGV japonais). Cette démarche de bio-inspiration n'est pas nouvelle, car c'est ce que l'être humain fait depuis des millénaires. Dans ce cas, dans son acception étroite, le biomimétisme n'est que la systématisation et l'industrialisation d'une pratique d'observation-copie-amélioration traditionnelle.
Par contre, la démarche peut aussi s'entendre comme produire, consommer, s'organiser, communiquer, etc., comme la nature vivante afin de créer des civilisations humaines compatibles avec les flux de matières et les processus des civilisations non humaines… Et là, on entre dans un nouveau mode de pensée, qui peine à voir le jour, tant les résistances sont fortes, car il s'agit aussi de la remise en cause philosophique de plusieurs millénaires de visions du monde anthropocentristes. Le postulat : les solutions, dans tous les domaines pertinents d'activité de la nature vivante, résultats de 3,8 milliards d'années d'évolution de la biosphère, sont généralement plus efficaces, sobres en énergie donc peu coûteuses, etc., que celles inventées par l'être humain.
Pour clarifier les choses, afin de décoller de l'étude des formes et d'entrer dans celui, bien plus important et complexe, de la compréhension des flux de matière et des processus, et ainsi éviter la confusion avec la bionique, un nouveau terme, écomimétisme, a vu le jour. L'écomimétisme est donc sensu stricto une sous-discipline du biomimétisme, mais il pourrait un jour prendre l'ascendant sur lui.